# Цитрин
Цитри́н — разновидность минерала кварц, отличающаяся от обычного кварца только цветом. Сравнительно недорогой полудрагоценный камень. Название произошло от лат. citrus — лимонно-жёлтый. Окраска от светло-лимонной до янтарно-медовой. Прозрачный.
Зональные кристаллы с чередующимися участками цитриновой и аметистовой окраски называется аметрин.

## Химические и физические свойства
Оксид кремния (SiO2), сингония тригональная. Часты двойники. Образует достаточно крупные прозрачные и хорошо огранённые кристаллы и их друзы, зёрна и зернистые агрегаты. Как и все кварцы, обладает пьезоэлектрическими свойствами. Твёрдость 7; плотность 2,65 г/см³.
Окраска цитринов обусловлена переходом из двухвалентного железа в трёхвалентное железо, или присутствием примесей трёхвалентного железа, находящегося в структуре кварца в тетраэдрической позиции, или же связана с дефектами, возникающими при замене четырёхвалентного кремния на трёхвалентный алюминий с компенсацией валентности ионами лития и водорода.

## Месторождения
В природе цитрины встречаются реже, чем большинство других разновидностей кварца. Их месторождения известны в Бразилии (Баия, Гояс, Минас-Жерайс), во Вьетнаме, на Мадагаскаре, в США, Испании, Франции, Шотландии, на Урале и Казахстане.

## Форма и огранка
Цитрин по классификации Е. Я. Киевленко относится к драгоценным камням IV класса. Форма огранки прозрачных экземпляров цитрина бриллиантовая или комбинированная; непрозрачных — плоская; трещиноватые кристаллы и мутные камни с включениями обрабатываются кабошоном.

## Разновидности
Ювелиры часто называют золотисто-жёлтые цитрины «золотистым топазом», а буровато-жёлтые цитрины — «испанскими топазами». Это объясняется тем, что в огранённом виде окраска цитрина напоминает некоторые разновидности топаза. Топаз отличается от цитрина твёрдостью (у топаза выше), более чётко выраженным плеохроизмом, большей плотностью и наличием спайности.
Иногда встречаются зональные кристаллы аметист-цитринового кварца, то есть кристаллы с чередованием зон цитриновой и аметистовой окраски; они носят название аметрин.

## Лже-цитрины
Большая часть поступающих в продажу цитринов — это обработанные дымчатые кварцы или обработанные аметисты. Похожесть достигается прокаливанием дымчатого кварца при температуре 500 °C (температура может колебаться в зависимости от месторождения и прозрачности кристалла, а также его цвета), после чего он приобретает устойчивый жёлтый, медовый или оранжевый цвет. Отдельные кристаллы могут отдавать слегка зеленоватым оттенком. Некоторые разновидности дымчатого кварца приобретают жёлтый цвет уже при нагревании до 300—400 °C. Предельная температура нагрева для дымчатого кварца 570 °C, однако при таком нагреве существует большая вероятность появления трещин внутри кристалла, что может повлечь за собой как полную, так и частичную негодность для ювелирной обработки. Интересно, что в природе встречаются и натуральные разогретые цитрины, которые по факту не являются цитринами, но имея натуральное происхождение и цвет, подходящий к классификации его как цитриновый, — могут называться природным цитрином. Для примера, в Африке есть места, где аметисты путем обвалов или вымыванием рек/дождей выглядывают наружу. Пролежав на поверхности десяток лет под палящим солнцем, такие аметисты теряют свой пурпурный или фиолетовый оттенок и становятся оранжевыми. Однако такие цитрины достаточно редки, поэтому на рынке сбыта практически все кристаллы с красноватым или густо-оранжевым оттенком — искусственно разогретые. У всех термически обработанных камней окраска более густая и заметен красноватый оттенок. Также такие кристаллы выдает непрозрачная белая структура у основания, тянущаяся вплоть до граней головы кристалла. Природные цитрины обычно бледно-жёлтые. Нагретые до определённой температуры цитрины не имеют плеохроизма, а кристаллы с природной окраской показывают слабый плеохроизм.

## Интересные факты
В Смитсоновском институте хранится огранённый цитрин весом 2258 каратов.
В XIX — начале XX века из золота с цитрином изготавливали личные печати для запечатывания деловых бумаг и личных писем.
Цитрины с характерным зеленоватым оттенком ошибочно называют изумрудами.
- Кристалл цитрина с Берёзовского месторождения (Россия)
- Цитрин огранки Ювелирного дома Моисейкин
- Ложный цитрин
- Матовый Цитрин